# SRSF3
SRSF3 (англ. Serine and arginine rich splicing factor 3) – білок, який кодується однойменним геном, розташованим у людей на короткому плечі 6-ї хромосоми.  Довжина поліпептидного ланцюга білка становить 164 амінокислот, а молекулярна маса — 19 330.
| 10         |  | 20         |  | 30         |  | 40         |  | 50         |
| ---------- |  | ---------- |  | ---------- |  | ---------- |  | ---------- |
| MHRDSCPLDC |  | KVYVGNLGNN |  | GNKTELERAF |  | GYYGPLRSVW |  | VARNPPGFAF |
| VEFEDPRDAA |  | DAVRELDGRT |  | LCGCRVRVEL |  | SNGEKRSRNR |  | GPPPSWGRRP |
| RDDYRRRSPP |  | PRRRSPRRRS |  | FSRSRSRSLS |  | RDRRRERSLS |  | RERNHKPSRS |
| FSRSRSRSRS |  | NERK       |  |            |  |            |  |            |

A: Аланін

C: Цистеїн

D: Аспарагінова кислота

E: Глутамінова кислота

F: Фенілаланін

G: Гліцин

H: Гістидин

K: Лізин

L: Лейцин

M: Метіонін

N: Аспарагін

P: Пролін

R: Аргінін

S: Серин

T: Треонін

V: Валін

W: Триптофан

Задіяний у таких біологічних процесах як процесінг мРНК, сплайсінг мРНК, транспорт, транспорт мРНК. 
Білок має сайт для зв'язування з РНК. 
Локалізований у цитоплазмі, ядрі.